# Давньоскандинавська релігія

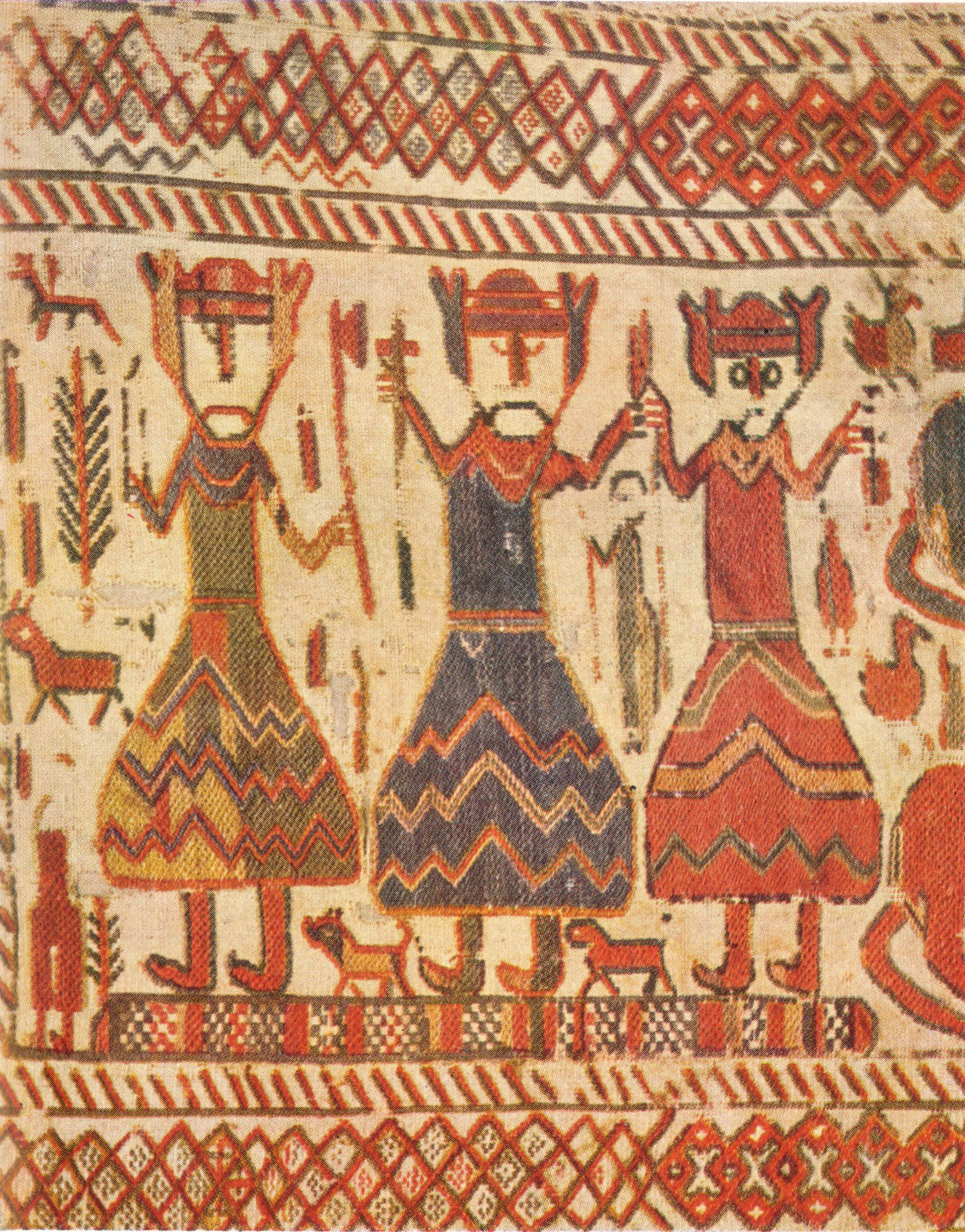
Зображення фігур на тканині 12-го століття. Вони були тлумачені, як три королі або три норвезьких божества

### Давньоскандинавська релігія
Величні фіорди, скелясті береги, засніжені гори, холодне море та суворі вікінги — це Скандинавія, мальовнича місцевість розташована на самому півночі Європи. Сьогодні скандинавські країни Данія, Норвегія та Швеція – одні з найблагополучніших у світі, з найвищими рівнем життя, відмінним соціальним захистом та чи не найбільшою цивілізованістю у Європі. Однак так було не завжди, а їхні предки – войовничі вікінги колись наводили страху на цілу Європу і про цивілізованість навіть не іде мови . Християнство доволі пізно прийшло на ці землі, ще у 10-11-му столітті скандинавські вікінги були запеклими язичниками та з великою насолодою здійснювали свої руйнівні набіги зокрема і на християнські монастирі Англії, Ірландії, Франції, нищачи та вбиваючи все на своєму шляху. «Якщо християнський Бог не може захистити свої монастирі від наших сокир, то що це за Бог? А ми будемо молитись своїм рідним богам, які день від дня дарують нам перемогу у битвах та багату здобич», – може, десь так думали середньовічні язичники-вікінги, поклоняючись своїм суворим богам-воїнам Одіну, Тору. Поміж тим язичницька релігія давніх скандинавів надзвичайно цікава, та багатогранна, із захоплюючим епосом, міфологією…, та культом сили, який просто пронизує її наскрізь.
По інакшому і бути не могло, адже вікінги жили у надзвичайно суворих північних умовах, де навіть, щоб просто вижити, треба докласти чималих зусиль. Це не могло не вплинути на всі сторони їхнього життя, зокрема й релігію. По великому рахунку життя будь-якого скандинавського мешканця від давніх часів і аж до пізнього середньовіччя було одною великою неперервною боротьбою: боротьбою за виживання, боротьбою за місце під сонцем, боротьбою за здобич, боротьбою, у якій завжди перемагав сильніший. (Як виглядало правосуддя по вікінгськи – правий той, в кого більша сокира). Такими були і їхні боги, сильними кремезними воїнами, які в разі чого, будь якого негідника могли провчити, так що ого-го. Недарма одного з головних їхніх богів – Тора, частенько зображали з велетенським молотом, яким він певно, що не цвяхи забивав, а голови ворогів рубав.
Сувора релігія давніх скандинавів гармонічно доповнювала їхнє не менш суворе існування та просто ідеально вписувалась у вікінгську картину світу. Може саме завдяки їй (релігії) середньовічні вікінги були такими хоробрими та успішними воїнами, просто вони зневажали смерть та безстрашно йшли навіть у найстрашнішу битву, адже померти у битві з мечем чи сокирою в руках рахувалось самим почесним, що тільки могло бути для будь-якого чоловіка-воїна. (А у скандинавському суспільстві взагалі все було дуже просто та ясно, будь-який чоловік – це або воїн, або раб, вибір за вами, малята). Воїни-вікінги, які гинули у битвах за скандинавськими язичницькими віруваннями, після смерті одразу потрапляли у Вальггалу, райські чертоги бога Одіна, де сиділи та пирували за довгим столом на чолі із самим Одіном, та в компанії прекрасних валькірій – войовничих дів, прислужниць Одіна. Саме валькірії на свої крилатих конях переносять душі загиблих воїнів з полів битв у Вальггалу, на божественний бенкет до самого Одіна.
У Вальгаллі душі відважних воїнів гуляють (зокрема з валькіріями), п'ють вино з пивом (щодо горілки не знаю), гамають м'ясо (щось вони зовсім не були вегетаріанцями) і так до кінця світу – міфічного рагнарока, під час якого всі темні сили повстануть на великий бій із світлими силами, Одін та компанія зійдуться у вирішальній битві із злими демонами, велетнями, тролями, та іншими крякозябрами, все буде зруйноване, настане велика перезагрузка того комп'ютера під назвою всесвіт  ….
Свого часу язичницька релігія давніх скандинавів мала величезний вплив на всю культуру народів північної Європи, деякі сліди цього впливу простежуються і сьогодні. Так, в 2023 році, під час археологічних розкопок в селі Осе у Західній Норвегії, археологи з університетського музею Бергена виявили руїни язичницького храму вікінгів, що існував близько 1,2 тисяч років тому. Також деякі дні тижня в англійські мові походять від імен богів давньоскандинавського пантеону: з Одіном, (якого давні германці ще називали Вотаном) пов'язана середа – Wednesday, з Тором четвер – Thursday, п'ятниця, улюблений день всіх офісних працівників (п'ятниця) названий на честь прекрасної богині кохання Фреї – Friday.

## Релігія давніх скандинавів. Боги
«Все що нагорі те й внизу, а все що внизу те й нагорі» якось вдало помітив один давній мудрець, напівміфічний пан Гермес Трисмегіст. Це дійсно так, скандинавські вікінги хоч і нічого не знали про якогось Гермеса Трисмегіста (та й навіщо, коли в них був Одін і Тор), але той його принцип на сто відсотків втілили у своїй рідній язичницькій релігії. Боги скандинавського пантеону не менш войовничі, ніж самі вікінги, а священний міфічний епос сповнений всілякими битвами та поєдинками, тож не цікаво просто так сидіти у божественних чертогах та споглядати світ, хочеться і самому трохи повоювати, чи не так? Епічний скандинавський епос «Старша Єдда» розповідає нам про першу війну між двома групами богів: асів та ванів. Аси боги-небесні воїни живуть у божественному світі Асгарді, а вани – земні боги родючості, багатства, земних вод. Що не поділили між собою боги точно не відомо, але кажуть, весь сир-бо відбувся як завше через золото та жадібність. Тим не менше, ні одна з сторін не змогла здобути перемогу, і боги уклали між собою мир та обмінялись заручниками. А фактично – це просто вікінги, які то і діло воювали між собою, намалювали богів за власним образом і подобою.
Одін – бог-творець, це він створив всесвіт, землю, людей, та всіх інших живих істот. Одін – ватажок небесного воїнства, правитель божественного царства Астгарти та Вальгалли, але й не тільки це, Одін – бог натхнення, шаманського та поетичного екстазу, мудрості. Викрикуючи його ім'я воїни-берсерки, так звані божевільні та найстрашніші солдати поміж усіх вікінгів, з двома сокирами відчайдушно кидались у битву, в якій не знали, ані страху, ані болю, ані втоми, вони були неначе сп'янілими від бою та з радістю віддавали свої життя Одіну на полях чисельних битв (адже Вальгала з валькіріями вже чекає, вино з пивом стигне). (Деякі історики вважають, що перед боєм берсерки приймали психоделічні грибочки – мухомори, але то тільки припущення). Само собою, Одін – бог війни та військової вдачі, це він вирішує, хто вийде переможцем з поля бою, а хто навіки складе свою голову. Одіну присвячено чимало цікавих скандинавських міфів та легенд, наприклад, в одному з них розповідається, як Одін віддав своє око велетню Міміру в обмін на таємні знання та магічну мудрість. І справді, деколи Одіна зображають однооким, що ж, за знання і ока не шкода.
Бог Тор-Громовержець – займає почесне друге місце у скандинавському божественному пантеоні. Тор – син Одіна, та богині землі Ерд, втілює собою силу, (чи грубу фізичну силу чи якусь тоншу, скажімо силу волі) адже саме сила була головною чеснотою у вікінгів. Громовержець Тор рудобородий силач з величезним молотом «Мельнір», за допомогою його він може посилати грім та блискавки, з цією зброєю в руках Тор постійно воює з чисельними велетнями, які то і діло хочуть захопити обитель богів Астгарт. Культ Тора був дуже популярний у Скандинавії, а його символи – молотки Тора частенько находять на території скандинавських країн під час археологічних розкопок. Чимось скандинавський Тор схожий на нашого слов’янського Перуна.
Фрея – прекрасна богиня кохання та родючості, одна з небагатьох жіночих богинь. (очевидно вікінги ще не знали про фемінізм, хоча ні, войовничі валькірії – ще ті феміністки). Фрея – з роду земних богів-ванів, донька бога морів та багатства Ньерда, а пізніше дружина самого Одіна, виступає як покровителька всіх жінок. У скандинавських міфах прекрасною Фреєю постійно хочуть оволодіти велетні. Якось одному з них, велетню на ймення Трюм вдалось поцупити легендарний молот Тора. В обмін на молот Трюм став вимагати в богів віддати йому за дружину прекрасну Фрею. Локі (ще один цікавий бог, про якого буде написано нижче) одягає Тора у весільний одяг молодої та веде до велетня-крадія. Бідака Трюм не бачачи підставу, приносить молот, Тор його вихоплює та одразу вбиває велетня.